# Olympische Sommerspiele 1936/Leichtathletik – Weitsprung (Männer)

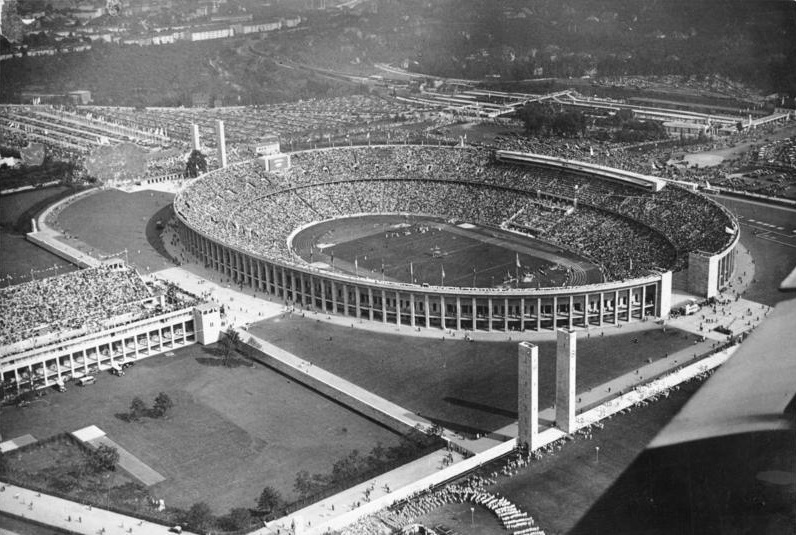
Das Olympiastadion in Berlin

Der Weitsprung der Männer bei den Olympischen Spielen 1936 in Berlin wurde am 4. August 1936 im Olympiastadion Berlin ausgetragen. 43 Athleten nahmen teil.
Olympiasieger wurde der US-Amerikaner Jesse Owens vor dem Deutschen Luz Long. Die Bronzemedaille gewann der Japaner Tajima Naoto.

## Bestehende Rekorde
| Weltrekord         | 8,13 m  | Jesse Owens ( USA)     | Ann Arbor, Japan               | 25. Mai 1935 |
| Olympischer Rekord | 7,765 m | Robert LeGendre ( USA) | Fünfkampf OS Paris, Frankreich | 7. Juli 1924 |

Es gab hier in Berlin zwar mehrere Sprünge, die deutlich über dem bestehenden olympischen Rekord lagen – unter anderem übertraf Olympiasieger Jesse Owens mit seinem letzten Sprung auf 8,06 m sogar die acht-Meter-Marke. Alle diese Sprünge wurden jedoch von zu starkem Wind unterstützt und konnten deshalb nicht in Rekord- oder Bestenlisten aufgenommen werden. Somit hatte der bestehende olympische Rekord von 1924 weiter Bestand bis zu den Olympischen Spielen 1948. Erst 1960 in Rom übertraf der Olympiasieger Ralph Boston mit 8,12 m dann erstmals bei einem olympischen Wettkampf die Siegerweite von 1936. 
Allerdings ist in vielen bekannten Veröffentlichungen zu den nachfolgenden Spielen Jesse Owens Weite von 8,06 m trotz des zu starken Rückenwinds als vorgebliche olympische Rekordweite aufgeführt. In den offiziellen Ergebnis- und Rekordlisten des IOC für die Spiele 1948 bis 1960 sind die Weiten von 1936 nicht aufgeführt.

## Durchführung des Wettbewerbs
Die Athleten begannen mit einer Qualifikationsrunde. Um sich für Halbfinale zu qualifizieren, mussten die Springer mindestens 7,15 m schaffen, was sechzehn Teilnehmern – hellblau unterlegt – gelang. Im Halbfinale hatte jeder Wettbewerber drei Versuche. Die besten sechs Athleten – wiederum hellblau unterlegt – kamen ins Finale. Dabei ging das Resultat der Vorentscheidung mit in das Endresultat ein. Alle drei Teilwettkämpfe fanden am 4. August statt.
Anmerkung:

Die Reihenfolgen und Weiten der Versuchsserien in der Qualifikationsrunde sind nicht bekannt.

## Qualifikation
4. August 1936, 10:30 Uhr

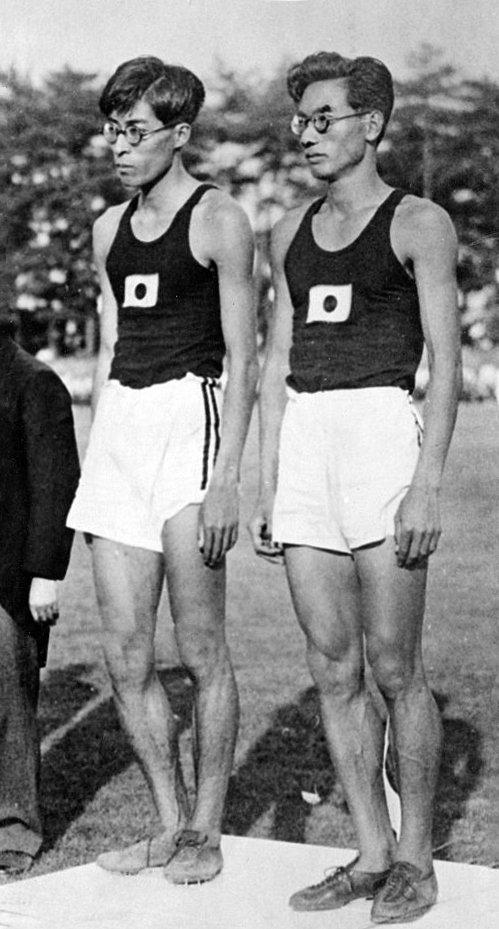
Masao Harada (links) – ausgeschieden in der Qualifikation

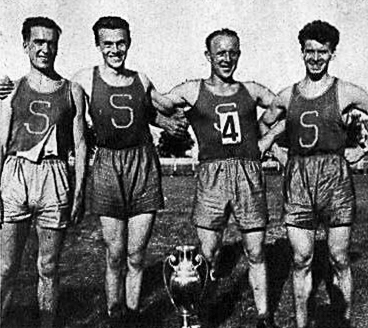
François Mersch (Zweiter von rechts) – ausgeschieden in der Qualifikation

Wetterbedingungen: leicht bedeckt, 18 °C, Windgeschwindigkeit ca. 3,3 m/s, Rückenwind.

| Name                | Nation             | Weite  | Anmerkung |
| ------------------- | ------------------ | ------ | --------- |
| Jesse Owens         | USA                | 7,64 m |           |
| Gianni Caldana      | Königreich Italien | 7,26 m |           |
| Artur Bäumle        | Deutsches Reich    | k. A.  |           |
| Otto Berg           | Norwegen           | k. A.  |           |
| John Brooks         | USA                | k. A.  |           |
| Bob Clark           | USA                | k. A.  |           |
| Wilhelm Leichum     | Deutsches Reich    | k. A.  |           |
| Luz Long            | Deutsches Reich    | k. A.  |           |
| Arturo Maffei       | Königreich Italien | k. A.  |           |
| Tajima Naoto        | Japan              | k. A.  |           |
| Márcio de Oliveira  | Brasilien          | k. A.  |           |
| Robert Paul         | Frankreich         | k. A.  |           |
| Sam Richardson      | Kanada             | k. A.  |           |
| Åke Stenqvist       | Schweden           | k. A.  |           |
| Togami Kenshi       | Japan              | k. A.  |           |
| Josef Vosolsobě     | Tschechoslowakei   | k. A.  |           |
| Claude Heim         | Frankreich         | 7,10 m |           |
| André Prébolin      | Frankreich         | 7,07 m |           |
| Ruudi Toomsalu      | Estland            | 7,00 m |           |
| Willy Rasmussen     | Dänemark           | 6,92 m |           |
| Max Berendson       | Peru               | k. A.  |           |
| Émile Binet         | Belgien            | k. A.  |           |
| Edward Boyce        | Großbritannien     | k. A.  |           |
| Ivo Buratović       | Jugoslawien        | k. A.  |           |
| Hoh Chunde          | China              | k. A.  |           |
| Carlos de la Guerra | Peru               | k. A.  |           |
| Situ Guong          | China              | k. A.  |           |
| Pascual Gutiérrez   | Mexiko             | k. A.  |           |
| Chia Gwechang       | China              | k. A.  |           |
| Jiří Hoffmann       | Tschechoslowakei   | k. A.  |           |
| Bondoc Ionescu-Crum | Rumänien           | k. A.  |           |
| Mohammad Khan       | Afghanistan        | k. A.  |           |
| Marten Klasema      | Niederlande        | k. A.  |           |
| Henrik Koltai       | Ungarn             | k. A.  |           |
| Grigorios Lambrakis | Griechenland       | k. A.  |           |
| Harada Masao        | Japan              | k. A.  |           |
| François Mersch     | Luxemburg          | k. A.  |           |
| Rudolf Polame       | Tschechoslowakei   | k. A.  |           |
| Onni Rajasaari      | Finnland           | k. A.  |           |
| Niño Ramírez        | Philippinen        | k. A.  |           |
| Martti Tolamo       | Finnland           | k. A.  |           |
| George Traynor      | Großbritannien     | k. A.  |           |
| Jean Studer         | Schweiz            | ogV    |           |

## Legende
Kurze Übersicht zur Bedeutung der Symbolik – so üblicherweise auch in sonstigen Veröffentlichungen verwendet:
| x | ungültig |

## Halbfinale
4. August 1936, 16.30 Uhr

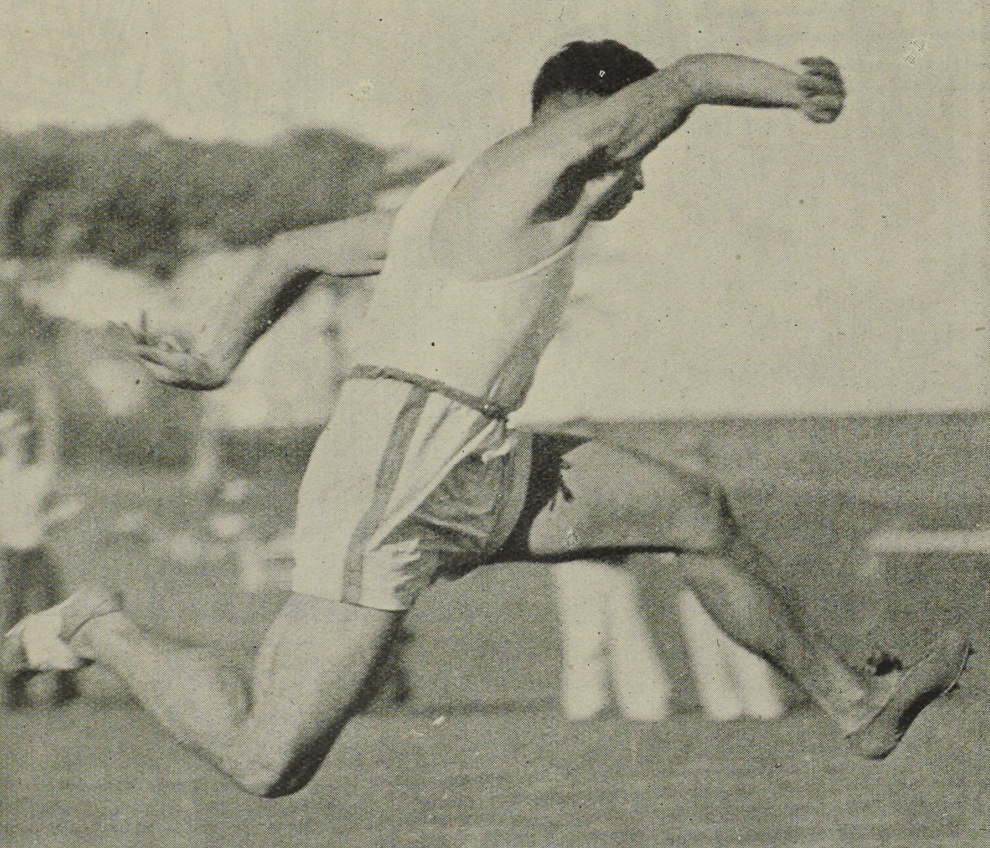
Togami Kenshi – mit 6,18 m ausgeschieden im Halbfinale

Wetterbedingungen: leicht bedeckt, 18,5 °C, Windgeschwindigkeit 3,5–3,7 m/s, Rückenwind

| Platz | Name               | Nation             | 1. Versuch | 2. Versuch | 3. Versuch | Resultat | Anmerkung                                             |
| ----- | ------------------ | ------------------ | ---------- | ---------- | ---------- | -------- | ----------------------------------------------------- |
| 1     | Jesse Owens        | USA                | 7,74 m     | 7,87 m     | 7,75 m     | 7,87 m   | wegen zu starken Rückenwinds keine Anerkennung als OR |
| 2     | Luz Long           | Deutsches Reich    | 7,54 m     | 7,74 m     | 7,84 m     | 7,84 m   | wegen zu starken Rückenwinds keine Anerkennung als OR |
| 3     | Tajima Naoto       | Japan              | 7,65 m     | x          | 7,74 m     | 7,74 m   |                                                       |
| 4     | Arturo Maffei      | Königreich Italien | 7,50 m     | 7,47 m     | 7,73 m     | 7,73 m   |                                                       |
| 5     | Bob Clark          | USA                | x          | 7,60 m     | 7,54 m     | 7,60 m   |                                                       |
| 6     | Wilhelm Leichum    | Deutsches Reich    | x          | x          | 7,52 m     | 7,52 m   |                                                       |
| 7     | John Brooks        | USA                | 7,34 m     | 7,41 m     | 7,19 m     | 7,41 m   |                                                       |
| 8     | Robert Paul        | Frankreich         | 7,34 m     | 6,93 m     | 7,08 m     | 7,34 m   |                                                       |
| 9     | Artur Bäumle       | Deutsches Reich    | 7,32 m     | 7,21 m     | 7,13 m     | 7,32 m   |                                                       |
| 10    | Otto Berg          | Norwegen           | 7,30 m     | x          | 6,95 m     | 7,30 m   |                                                       |
| 10    | Åke Stenqvist      | Schweden           | 7,30 m     | 7,13 m     | 6,68 m     | 7,30 m   |                                                       |
| 12    | Gianni Caldana     | Königreich Italien | 7,26 m     | 7,16 m     | 7,26 m     | 7,26 m   |                                                       |
| 13    | Josef Vosolsobě    | Tschechoslowakei   | x          | 7,03 m     | 7,18 m     | 7,18 m   |                                                       |
| 14    | Sam Richardson     | Kanada             | 7,13 m     | x          | x          | 7,13 m   |                                                       |
| 15    | Márcio de Oliveira | Brasilien          | x          | 6,81 m     | 7,05 m     | 7,05 m   |                                                       |
| 16    | Togami Kenshi      | Japan              | 6,18 m     | x          | x          | 6,18 m   |                                                       |

## Finale
4. August 1936, 17:45 Uhr

Wetterbedingungen: leicht bedeckt, 18,5 °C, Rückenwind bei ca. 3,5–3,7 m/s.
|       |                 |                    |                | Finale          |                 |                 |             |                                                       |
| Platz | Name            | Nation             | Halbfinalweite | 1. Versuch      | 2. Versuch      | 3. Versuch      | Endresultat | Anmerkung                                             |
| 1     | Jesse Owens     | USA                | 7,87 m         | x               | 7,94 m          | 8,06 m          | 8,06 m      | wegen zu starken Rückenwinds keine Anerkennung als OR |
| 2     | Luz Long        | Deutsches Reich    | 7,84 m         | 7,73 m          | 7,87 m          | x               | 7,87 m      | wegen zu starken Rückenwinds keine Anerkennung als OR |
| 3     | Tajima Naoto    | Japan              | 7,74 m         | 7,52 m          | 7,60 m          | x               | 7,74 m      |                                                       |
| 4     | Wilhelm Leichum | Deutsches Reich    | 7,52 m         | 7,38 m          | 7,25 m          | 7,73 m          | 7,73 m      |                                                       |
| 4     | Arturo Maffei   | Königreich Italien | 7,73 m         | 7,22 m          | 7,42 m          | 7,39 m          | 7,73 m      |                                                       |
| 6     | Bob Clark       | USA                | 7,60 m         | 7,60 m          | 7,67 m          | 7,57 m          | 7,67 m      |                                                       |
| 7     | John Brooks     | USA                | 7,41 m         | nicht im Finale | nicht im Finale | nicht im Finale | 7,41 m      |                                                       |
| 8     | Robert Paul     | Frankreich         | 7,34 m         | nicht im Finale | nicht im Finale | nicht im Finale | 7,34 m      |                                                       |

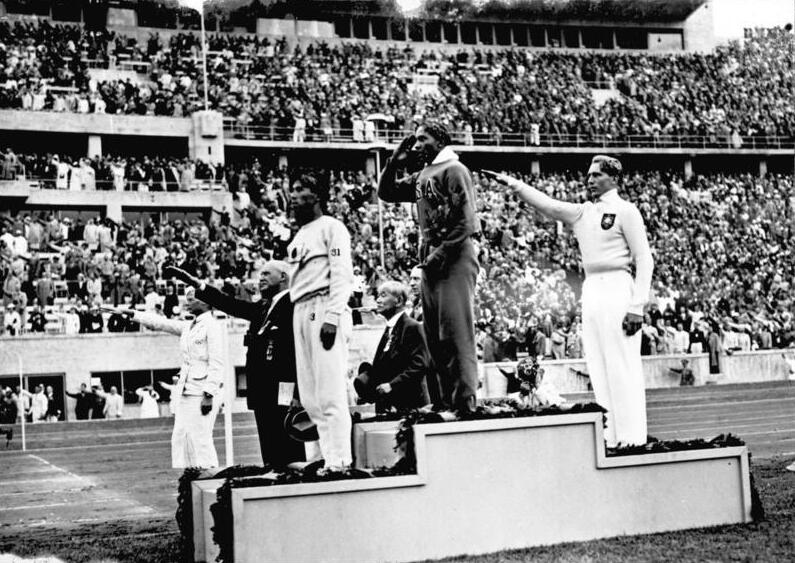
Die Siegerehrung im Weitsprung (v. l. n. r.) Tajima Naoto, Jesse Owens, Luz Long – links neben Naoto: der Vorsitzende des OK Theodor Lewald

Der Weitsprung gehörte zu den herausragenden Wettbewerben dieser Spiele. Weltrekordhalter Jesse Owens war der Topfavorit auf den Olympiasieg. Der EM-Dritte von 1934 Luz Long trat zum ersten Mal gegen den 8-Meter-Springer Owens an. Die beiden Deutschen Luz Long und Europameister Wilhelm Leichum hatten sich mit ihrem jeweils ersten Sprung für das Halbfinale qualifiziert, während der haushohe Favorit Jesse Owens angeblich nur noch einen Versuch übrig hatte. Long soll ihm Mut zugesprochen haben und Owens soll es mühelos geschafft haben. Hier begann angeblich eine Sportfreundschaft, die allerdings unter den Vorzeichen des Nationalsozialismus in Deutschland Hindernisse bekommen haben soll. Diese Geschichte wurde später aber widerlegt und als von Owens selbst begründete Legende enttarnt. Tatsächlich schaffte auch dieser nämlich die Qualifikation mit dem ersten Sprung. Das Halbfinale und Finale am Nachmittag entwickelten sich absolut hochklassig. Weltrekordler Owens ging gleich mit 7,74 m in Führung, Tajima Naoto war knapp dahinter Zweiter, dann folgte Long, der im nächsten Versuch mit Owens gleichzog. Aber der US-Amerikaner verbesserte sich auf 7,87 m. Auch Naoto schaffte im dritten Versuch 7,74 m und lag damit gleichauf mit Long. Die Durchgänge fünf und sechs brachten die Entscheidung. Long kam wie Owens auf 7,87 m, aber diesem gelang in Durchgang sechs mit 8,06 m der einzige acht-Meter-Sprung dieser Konkurrenz. All diese Weiten waren äußerst hochklassig, konnten jedoch wegen zu starker Rückenwinde nicht offiziell in den Bestenlisten gewertet werden. Zwischen Long und Owens soll während des Wettkampfs immer wieder ein Austausch stattgefunden haben, was dem Deutschen anschließend herbe Kritik des nationalsozialistischen Regimes in Deutschland eingebracht haben soll. Allerdings wurde dies später ebenfalls widerlegt, und zwar durch Owens selbst.
Jesse Owens gewann seine vierte Goldmedaille und war damit der erfolgreichste Teilnehmer der Spiele von 1936.

Owens’ Sieg war der neunte US-Sieg im zehnten olympischen Finale.

Von den bislang vergebenen dreißig Weitsprungmedaillen gewannen US-Athleten alleine neunzehn.

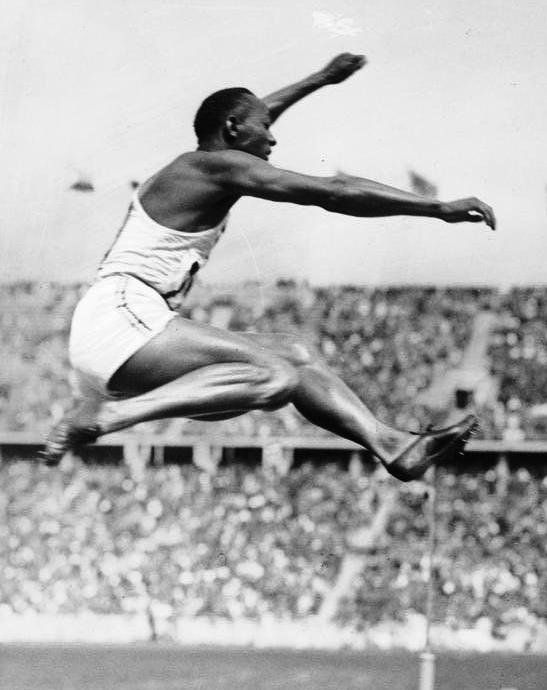
Olympiasieger Jesse Owens bei einem seiner Sprünge
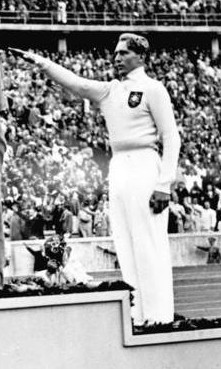
Silbermedaillengewinner Luz Long
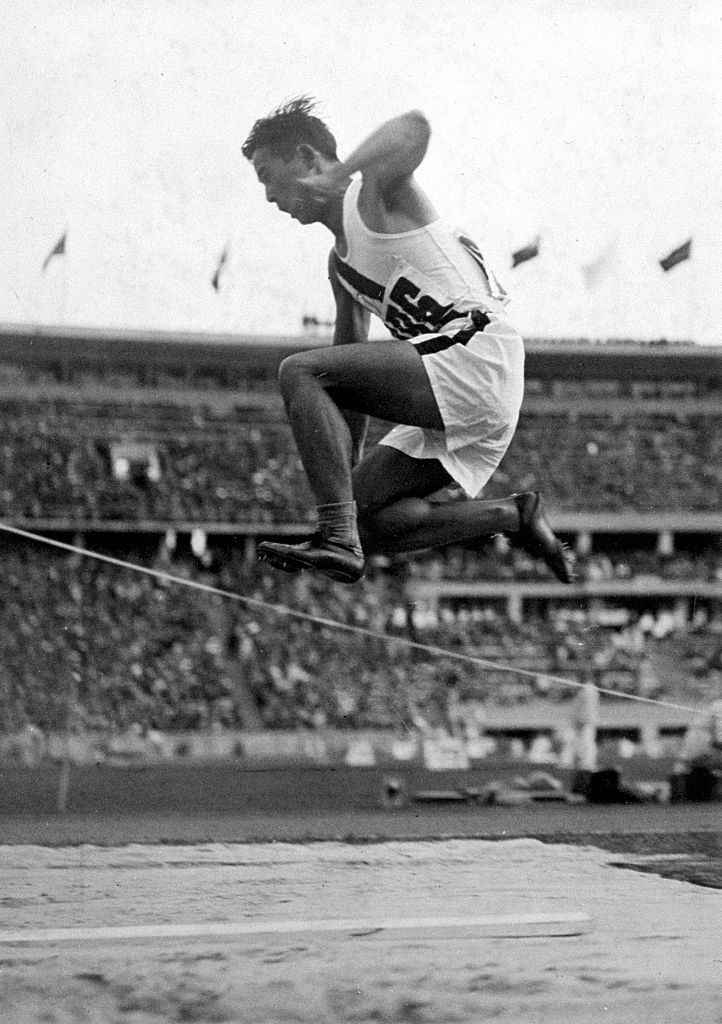
Der Bronzemedaillengewinner Tajima Naoto errang zwei Tage später mit dem ersten 16-Meter-Sprung der Leichtathletikgeschichte Gold im Dreisprung
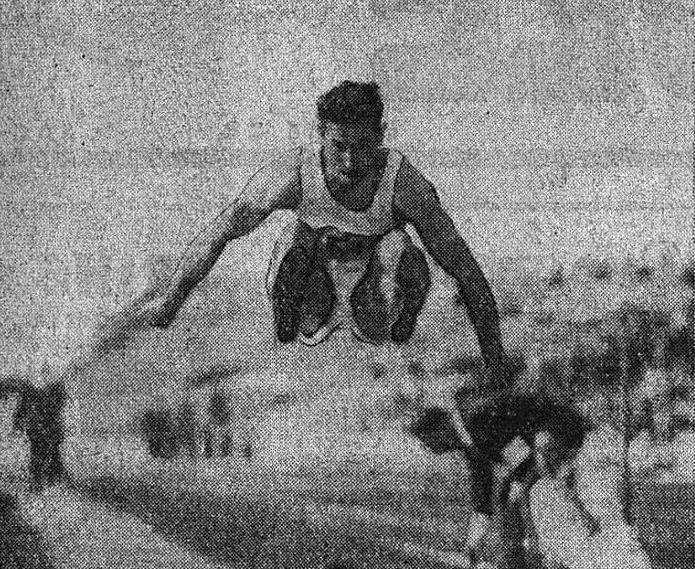
Wilhelm Leichum, Europameister 1934 und 1938, belegte den geteilten Rang vier

## Videolinks
- 1936, Long Jump, Men, Olympic Games, Berlin, youtube.com, abgerufen am 16. Juli 2021
- Berlin 1936 - Olympics - Olympia - broad-, high- & triple jump - Weitsprung, Hochsprung, Dreisprung, Bereich 0:04 min bis 0:30 min, youtube.com, abgerufen am 16. Juli 2021
- Weitsprung Owens gegen Long, youtube.com, abgerufen am 21. September 2017